# Alfredo Venditto
Luciano Alfredo Venditto Bassi, cuyo nombre artístico era Alfredo Moreno, (Montevideo, 8 de enero de 1906 - Ib., 15 de septiembre de 1970) fue un empresario, dramaturgo y artista de carnaval uruguayo.

## Biografía
Vinculado originariamente al ambiente del radioteatro de CX 10 Radio Ariel y al grupo Vagabundos de Fibra, en 1944 construyó un teatro al aire libre en Malvín, el cual pronto se convirtió en un importante foco productor de cultura popular en Montevideo. Esa experiencia lo motivó en 1945 a publicar el opúsculo Teatros de barrio: sendas de luz y a impulsar a la Federación de Teatros de Barrio, la cual en los siguientes años crearía una red con una treintena de centros culturales esparcidos por toda la ciudad y por localidades aledañas.
Para popularizar el arte dramático, intervino en escuelas públicas creando talleres de actuación y escribiendo obras teatrales para que los estudiantes pudieran interpretarlas.
En 1952 participó de la fundación de DAECPU, el organismo que rige los eventos carnavaleros en Uruguay. 
Fue padre de Alfredo Venditto Ambieni, que se destacó como jugador de básquetbol en el Club Malvín.
Una avenida de Montevideo lleva su nombre.

## Obras
Esta es una lista de libros cuya autoría pertenece a Alfredo Moreno.
1. Sendas de luz: teatros de barrio (Montevideo, 1945)
2. Máscara
3. La luz está en la calle, (Poema en 1 prólogo y tres actos, para una sola voz. Publicado en Montevideo, 1962)[7]
4. Ladrillos verdes, (Obra en tres actos, Montevideo, 1970)
5. El bizcochero, (Teatro infantil escolar)
6. Campito, (Teatro infantil escolar)
7. ¡Escuela, despacio!	Teatro infantil escolar
8. Un árbol... una vida	Teatro infantil escolar
9. Valor y valentía	(Teatro breve)
10. La mejor lección	(Teatro breve)
11. ¡Pobre mi mujer!	(Teatro breve)
12. Nací con ellos	(Teatro breve)
13. Viene el doctor	(Teatro breve)
14. Club de barrio	(Teatro breve)
15. Cuando los hombres renacen, (Teatro social)
16. Una vuelta a la manzana, (Teatro social)
17. Las manos de Berta, (Teatro social)